# Badminton-Nationalliga A 2005/06
Die Badminton-Nationalliga A der Saison 2005/2006 als höchste Spielklasse im Badminton in der Schweiz zur Ermittlung des nationalen Mannschaftsmeisters bestand aus einer Vorrunde im Modus Jeder gegen jeden und anschliessenden Play-off-Spielen. Meister wurde Team Basel.

## Vorrunde
| Platz | Team                  | Punkte | Spiele  | +/-  | Sätze     | +/-  | Partien |
| ----- | --------------------- | ------ | ------- | ---- | --------- | ---- | ------- |
| 01    | BV Team Basel         | 56     | 107:37  | 70   | 222:87    | 135  | 18      |
| 02    | BC La Chaux-de-Fonds  | 55     | 104:40  | 64   | 225 : 103 | 122  | 18      |
| 03    | Union Tafers-Fribourg | 45     | 83:61   | 22   | 180:141   | 39   | 18      |
| 04    | BC Adliswil           | 44     | 86:58   | 28   | 191 : 142 | 49   | 18      |
| 05    | BC Uzwil              | 41     | 79:65   | 14   | 181:148   | 33   | 18      |
| 06    | BC Yverdon-les-Bains  | 40     | 78 : 66 | 12   | 175 : 158 | 17   | 18      |
| 07    | BV Euregio Bodensee   | 36     | 73:71   | 2    | 167:160   | 7    | 18      |
| 08    | BC Genève             | 24     | 55 : 89 | −34  | 132 : 198 | −66  | 18      |
| 09    | BC Kerzers            | 14     | 35:109  | −74  | 92:233    | −141 | 18      |
| 10    | BC T.U.S.             | 5      | 20:124  | −104 | 62 : 257  | −195 | 18      |

## Halbfinale
- BC La Chaux-de-Fonds – Union Tafers-Fribourg: 4:4, 6:2
- BV Team Basel – BC Adliswil: 6:2, 6:2

## Finale
- BV Team Basel – BC La Chaux-de-Fonds: 5:3, 4:4